# Krigsåret 1801

## Pågående krig
- Barbareskkriget (1801-1805)[1]
  - Bägge Sicilierna, Sverige och USA på ena sidan.
  - Marocko och Tripoli på andra sidan.

- Franska revolutionskrigen (1792-1802)
  - Frankrike med på ena sidan
  - Storbritannien på andra sidan

- Indiankrigen (1622-1918)
  - Diverse stater i Amerika på ena sidan
  - Diverse indainstammar på andra sidan

## Händelser

### Februari
- 9 - Freden i Lunéville, där Österrika bekräftar freden i Campo Formio från 1797 avslutar andra koalitionskriget. Endast Storbritannien strider fortfarande mot Frankrike.

### April
- 2 - Nelson besegrar Danmarks flotta i slaget vid Köpenhamn.

### Augusti
- 17 - Belägringen av Alexandria inleds av britterna.

### September
- 2 - Alexandria intas och den franska armén i Egypten kapitulerar.

### Fotnoter
1. ↑  ”World Statesmen”. http://www.worldstatesmen.org/WARS.html. Läst 28 juni 2011.